# Bø (Nordland)
Gmina Bø (norw. Bø kommune) – norweska gmina leżąca w regionie Nordland. Jej siedzibą jest miasto Straumsjøen.
Bø jest 306. norweską gminą pod względem powierzchni.

## Demografia
Według danych z roku 2005 gminę zamieszkuje 3003 osób. Gęstość zaludnienia wynosi 12,11 os./km². Pod względem zaludnienia Bø zajmuje 271. miejsce wśród norweskich gmin.
| ludność stan na 1 stycznia 2005 |         |           |       |
|                                 | kobiety | mężczyźni | razem |
| osób                            | 1459    | 1544      | 3003  |
| %                               | 48,58%  | 51,42%    | 100%  |

| wykształcenie stan na 1 października 2004 |        |         |        |        |
|                                           | podst. | średnie | wyższe | niezn. |
| osób                                      | 984    | 1202    | 246    | 58     |
| %                                         | 39,52% | 48,27%  | 9,88%  | 2,33%  |

## Edukacja
Według danych z 1 października 2004:
- liczba szkół podstawowych (norw. grunnskolar): 4
- liczba uczniów szkół podst.: 347

## Władze gminy
Według danych na rok 2011 administratorem gminy (norw. rådmann) jest Merethe Skille, natomiast burmistrzem (norw. ordfører, d. borgermester) jest Sture Pedersen.